# Михальцёво (Переславский район)
Михальцёво, или Михальцо́во (Михалёво) — деревня в Переславском районе Ярославской области России.
Расположена в 130 км к юго-западу от Ярославля.

## История
Вотчинная деревня в Пневицком стане Семёна Мартыновича Губарева, отданная его женой Анной Ивановной рождённой Новосельцевой в 1617 году Макариеву Калязинскому монастырю в половинной части.

## Население
| 1859 | 1905 | 1926 | 2007 | 2008 | 2010 |
| ---- | ---- | ---- | ---- | ---- | ---- |
| 337  | ↗380 | ↘363 | ↘5   | →5   | ↘1   |